# Liquigas-Cannondale

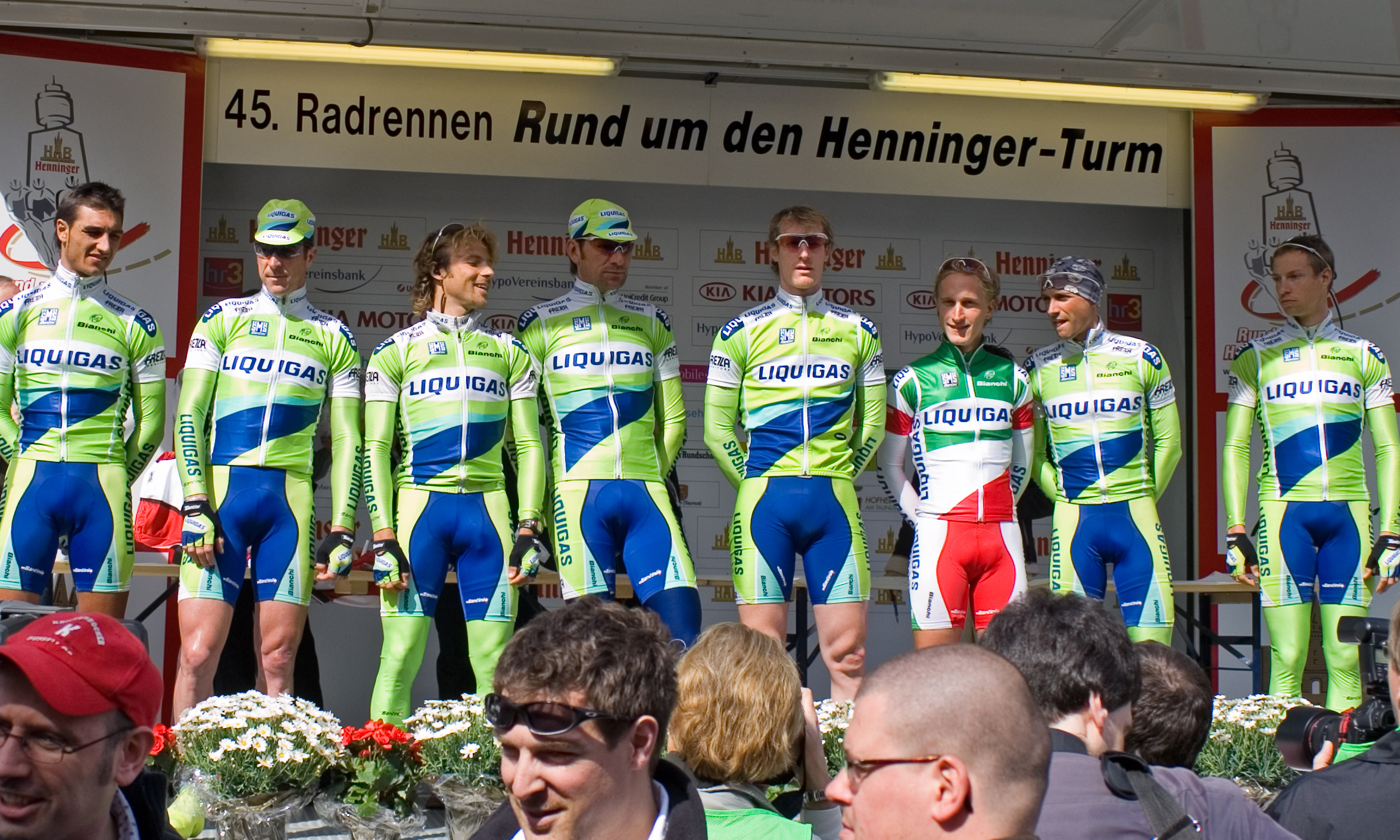
Delar av Team Liquigas under Rund um den Henninger Turm 2006

Team Liquigas (UCI Lagkod: LIQ) är ett professionellt UCI ProTour-cykelstall från Italien. Stallet kom till 1999, de var länge ett Division II-stall, men sakta men säkert gjorde de sitt namn känt, men man bestämde sig för att lägga ner stallet. 
Inför 2005 var stallet igång igen, denna gång med ett "på pappret" mycket starkt lag. Namnet var Liquigas-Bianchi och man blev snabbt ett lag i UCI ProTour. Liquigas är sponsrade av ett gasföretag med samma namn.
Stallets stjärna Danilo di Luca vann Giro d'Italia 2007 och låg först på UCI ProTour-rankingen efter säsongen 2005. Han ledde UCI ProTour-rankingen 2007 när han blev avstängd för inblandning i dopinghärvan 'Oil for drugs'. I stället vann Predictor-Lottos cyklist Cadel Evans. Danilo di Luca vann Amstel Gold Race och La Flèche Wallonne 2005 och Liège-Bastogne-Liège 2007.
Italienaren Filippo Pozzato vann etapp fem i Tour de France 2007.
Under Tour de France 2008 blev stallets cyklist Manuel Beltrán testad positivt för EPO-dopning. Spanjoren blev sparkad av stallet direkt. Under tävlingens gång bar stallets italienare Vincenzo Nibali den vita ungdomströjan under några etapper.
Team Liquigas vann den inledande lagtempoetappen på Vuelta a España 2008, där Filippo Pozzato blev den första cyklisten under tävlingen att bära den guldfärgade ledartröjan.
Team Liquigas vann 2010 års Giro d’Italia genom Ivan Basso

## Laguppställning

### Liquigs-Doimo 2010
| Namn                 | Födelsedatum | Nationalitet | Lag 2009               |
| Valerio Agnoli       | 06.01.1985   | Italien      |                        |
| Ivan Basso           | 26.11.1977   | Italien      |                        |
| Francesco Bellotti   | 06.08.1979   | Italien      | Barloworld             |
| Daniele Bennati      | 24.09.1980   | Italien      |                        |
| Maciej Bodnar        | 07.03.1985   | Polen        |                        |
| Francesco Chicchi    | 27.11.1980   | Italien      |                        |
| Davide Cimolai       | 13.08.1989   | Italien      | Neo-pro                |
| Tiziano Dall'Antonia | 26.07.1983   | Italien      | CSF Group - Navigare   |
| Mauro Finetto        | 10.05.1985   | Italien      | CSF Group - Navigare   |
| Jacopo Guarnieri     | 14.08.1987   | Italien      |                        |
| Robert Kiserlovski   | 09.08.1986   | Kroatien     | Fuji-Servetto          |
| Kristjan Koren       | 25.11.1986   | Slovenien    | Neo-pro                |
| Roman Kreuziger      | 16.06.1986   | Tjeckien     |                        |
| Aljaksandr Kutjynski | 27.10.1979   | Belarus      |                        |
| Vincenzo Nibali      | 14.11.1984   | Italien      |                        |
| Daniel Oss           | 13.01.1987   | Italien      |                        |
| Maciej Paterski      | 12.09.1986   | Polen        | Neo-pro                |
| Franco Pellizotti    | 15.01.1978   | Italien      |                        |
| Manuel Quinziato     | 30.10.1979   | Italien      |                        |
| Fabio Sabatini       | 18.02.1985   | Italien      |                        |
| Peter Sagan          | 26.01.1990   | Slovakien    | Dukla Trencin - Merida |
| Ivan Santaromita     | 30.04.1984   | Italien      |                        |
| Sylvester Szmyd      | 02.03.1979   | Polen        |                        |
| Brian Vandborg       | 04.12.1981   | Danmark      |                        |
| Alessandro Vanotti   | 16.09.1980   | Italien      |                        |
| Elia Viviani         | 07.02.1989   | Italien      | Neo-pro                |
| Frederik Willems     | 08.09.1979   | Belgien      |                        |
| Oliver Zaugg         | 09.05.1981   | Schweiz      |                        |

## Team Liquigas 2009
| Namn                 | Födelsedatum | Nationalitet | Lag 2008         |
| Valerio Agnoli       | 06-01-1985   | Italien      |                  |
| Ivan Basso           | 26-11-1977   | Italien      | Dopningsavstängd |
| Daniele Bennati      | 24-09-1980   | Italien      |                  |
| Maciej Bodnar        | 07-03-1985   | Polen        |                  |
| Kjell Carlström      | 18-10-1976   | Finland      |                  |
| Francesco Chicchi    | 27-11-1980   | Italien      |                  |
| Claudio Corioni      | 26-12-1982   | Italien      |                  |
| Alberto Curtolo      | 14-08-1984   | Italien      |                  |
| Murilo Fischer       | 16-06-1979   | Brasilien    |                  |
| Enrico Franzoi       | 08-08-1982   | Italien      |                  |
| Jacopo Guarnieri     | 14-08-1987   | Italien      | nybörjare        |
| Roman Kreuziger      | 06-05-1986   | Tjeckien     |                  |
| Aljaksandr Kutjynski | 26-10-1979   | Belarus      |                  |
| Vladimir Miholjević  | 18-01-1974   | Kroatien     |                  |
| Matej Mugerli        | 17-06-1981   | Slovenien    |                  |
| Vincenzo Nibali      | 14-11-1984   | Italien      |                  |
| Andrea Noè           | 15-01-1969   | Italien      |                  |
| Daniel Oss           | 13-01-1987   | Italien      | Nybörjare        |
| Franco Pellizotti    | 15-01-1978   | Italien      |                  |
| Manuel Quinziato     | 30-10-1979   | Italien      |                  |
| Fabio Sabatini       | 18-02-1985   | Italien      | Team Milram      |
| Ivan Santaromita     | 30-04-1984   | Italien      |                  |
| Sylvester Szmyd      | 02-03-1978   | Polen        | Lampre           |
| Guido Trenti         | 27-12-1972   | USA          |                  |
| Brian Vandborg       | 04-12-1981   | Danmark      | Team GLS         |
| Alessandro Vanotti   | 16-09-1980   | Italien      |                  |
| Frederik Willems     | 08-09-1979   | Belgien      |                  |
| Oliver Zaugg         | 09-05-1981   | Schweiz      | Gerolsteiner     |